# David Beran
David Beran (* 26. září 1967) je český podnikatel. Podle časopisu Forbes byl v roce 2021 čtyřicátým nejbohatším Čechem s majetkem kolem 7,5 miliard korun. Je majitelem nadnárodní finanční skupiny Profireal Group, jež působí na finančních trzích střední a východní Evropy. Zažil spory hned se čtyřmi obchodními partnery, během nichž přišel o majetek v hodnotě téměř deseti miliard korun.

## Život
David Beran zanechal těsně před státnicemi studia biochemie na Přírodovědecké fakultě Univerzity Karlovy a dal se na podnikání. V roce 1991 začínal dovozem kopírek, faxů a počítačů, vydělané peníze investoval do akcií a brzy se díky svým obchodním schopnostem stal miliardářem.[zdroj?] Koncem 90. let kontroloval podíly v několika firmách. Na přelomu tisíciletí začal s majetkovými změnami ve své tehdy klíčové společnosti DB Invest, což vedlo k dodnes[kdy?] neuzavřenému sporu. Výsledkem byla ztráta majetku až za miliardy korun.[zdroj?] Beranův konflikt s bývalými partnery z DB Investu vyvrcholil kolem roku 2005. V té době začal mít Beran zdravotní problémy. S rodinou proto odjel z Česka a usídlil se v rakouském Zell am See. Zdraví je podle něj důležitější než byznys.[zdroj?]
V době jeho nepřítomnosti se ale rozhořely další majetkové spory, tentokrát s Janem Světlíkem o ostravský strojírenský holding Vítkovice. Světlík s Beranem spolupracoval při koupi své první továrny Vítkovice Lahvárna (nyní VÍTKOVICE CYLINDERS), později v privatizaci strojírenských Vítkovic. Beran podle svých slov neměl sílu se Světlíkem válčit a tak se chtěl spojit se svým letitým obchodním partnerem Karlem Komárkem.[zdroj?] Nakonec se ale ve válce o Vítkovice ocitli jako protivníci všichni tři. Trojstranný konflikt léta zaměstnává soudy a arbitry. Během celého procesu přišel Beran o podíl ve Vítkovicích, který si dnes[kdy?] cení na tři až čtyři miliardy korun.[zdroj?] Soudy uznaly, že na jeho podíl měl předkupní právo Světlík. A rozhodly, že mu jej měl Beran nechat za cenu kolem 80 milionů. Akcie jsou v soudní úschově a Beran doufá, že verdikt soudu ještě zvrátí.[zdroj?] S Komárkem se nakonec usmířili. V roce 2009 policie obvinila Berana ze čtvrtmiliardového daňového úniku. Státní zástupce však nakonec obvinění zrušil.
David Beran se z pozice akcionáře nyní soustředí na svou finanční skupinu Profireal Group.[zdroj?] Tato nadnárodní společnost působí na finančních trzích střední a východní Evropy již od roku 1994. Profireal Group tvoří čtyři divize. Divize PROFI CREDIT je významným poskytovatelem půjček a úvěrů v České republice, na Slovensku, v Polsku, a Bulharsku, společnosti divize PROFIDEBT obchodují s pohledávkami a poslední divize – PROFI INVESTMENT se zabývá rozvojem nových investičních projektů a poslední PROFIFINANCIAL. Hodnotu skupiny odhaduje Beran na sedm až osm miliard korun.[zdroj?]

### Rodina
Žije s Terezií Dobrovolnou, Miss ČR 1997, s níž má tři dcery.